# Vasîlivka (Zelenohirske), Bârzula
Vasîlivka (în ucraineană Василівка) este un sat în comuna Zelenohirske din raionul Bârzula, regiunea Odesa, Ucraina.

## Demografie
Componența lingvistică a localității Vasîlivka
     Ucraineană (99,11%)
     Alte limbi (0,89%)
Conform recensământului din 2001, majoritatea populației localității Vasîlivka era vorbitoare de ucraineană (99,11%), existând în minoritate și vorbitori de alte limbi.